# Johannes Kip
Pour les articles homonymes, voir KIP.
Johannes Kip (ou Joan Kip, Jan Kip ; Amsterdam, ca. 1652-1653 - Westminster, 1722) est un dessinateur, graveur et marchand d'estampes néerlandais.
Kip et Leonard Knijff (en) se spécialisent dans la gravure de vues de « château anglais ».

## Biographie

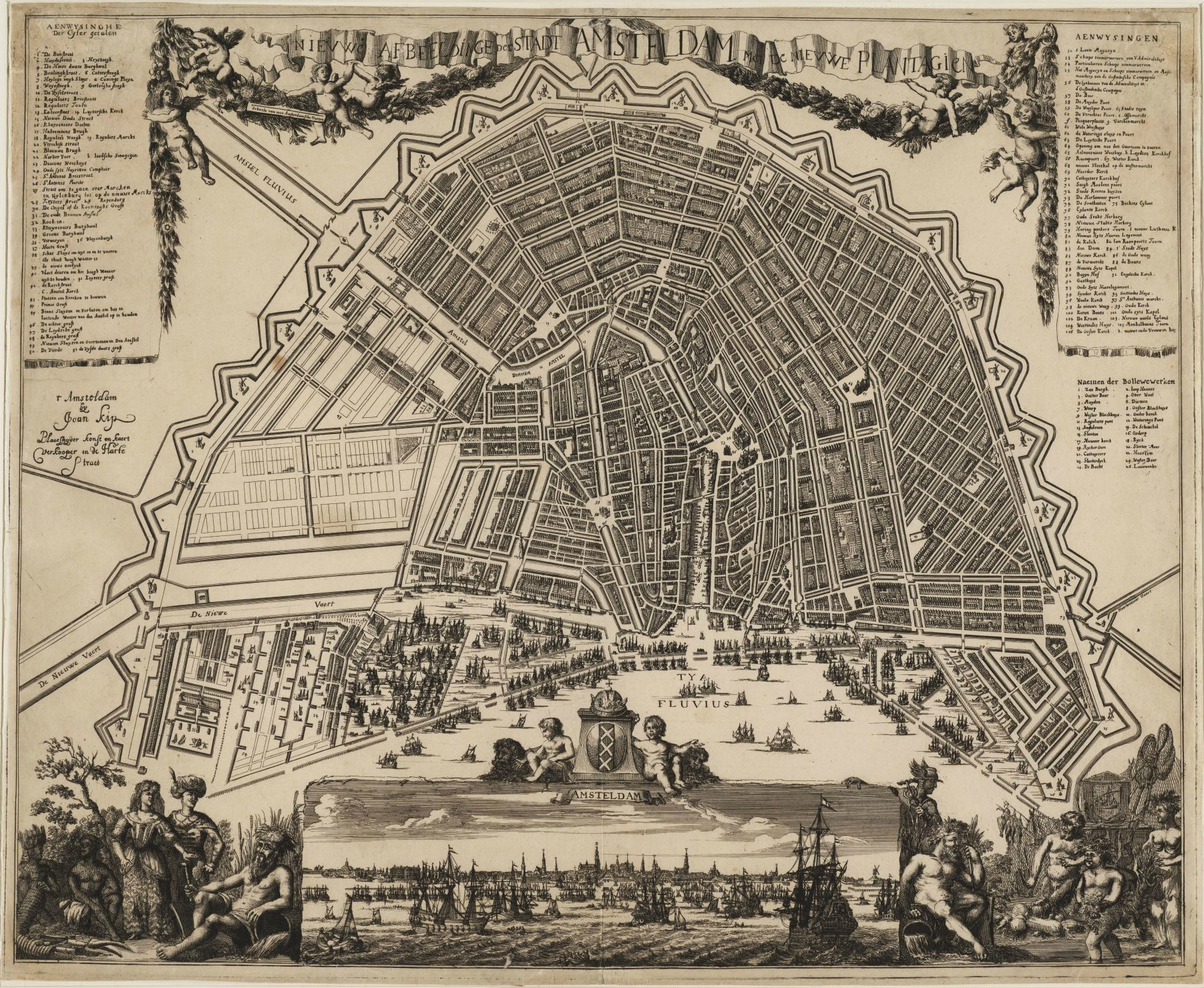
Carte d'Amsterdam avec les Nouvelles Plantations (ca. 1686-1688)

Johannes Kip est né à Amsterdam vers 1652-1653 (au 5 avril 1680, il a 27 ans).
Johannes Kip est un élève de Bastiaen Stopendaal (1636–1707) de 1668 à 1670, avant de se mettre à son compte ; sa première estampe datée est de 1672.
Le 5 avril 1680, il se marie à 27 ans avec Elisabeth Breda à Amsterdam. Il est probablement le père de la graveuse H. Kip.
Après avoir produit des estampes pour la cour de Guillaume III d'Orange-Nassau à Amsterdam, Kip suit Guillaume et son épouse Marie à Londres en 1697. Il s'installe à St. John Street et y établit une affaire de vente d'estampes.
Il a travaillé pour plusieurs éditeurs londoniens, produisant des gravures d'après Francis Barlow et Caius Gabriel Cibber (en), principalement pour illustrer des livres. Il a gravé plusieurs images pour A Collection of Voyages & Travels d'Awnsham (en) et John Churchill : il a signé (« J. Kip ») les scènes africaines du volume V de l'édition de 1732,.
Ses œuvres les plus importantes sont les illustrations du folio dépliant de grand format pour Britannia Illustrata (en) (1708), ainsi que les 65 plaques destinées à The Ancient and Present State of Glostershire de Robert Atkyns (en) (1712) et celles du Nouveau Théâtre de la Grande-Bretagne ou description exacte des palais de la Reine, et des Maisons les plus considérables des Seigneurs & des Gentilshommes de la Grande-Bretagne (1715), une réédition augmentée en collaboration avec d'autres artistes.
Johannes Kip est mort à Westminster, en Angleterre, en 1722.

## Œuvre

### Britannia Illustrataet partenariat avec Leonard Knijff

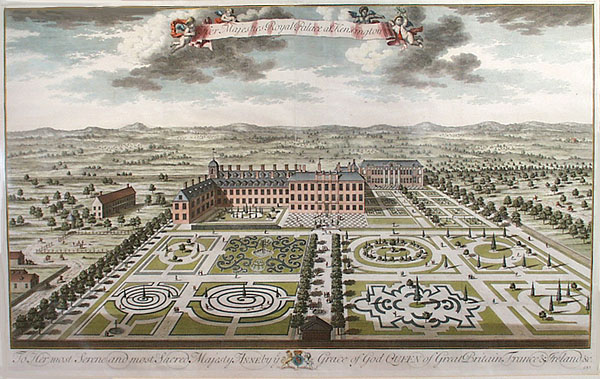
Kensington Palace, gravure tirée de Britannia Illustrata (1708).

Johannes Kip a travaillé de façon très étroite avec Leonard Knijff (en) et leur collaboration s'est spécialisée dans les vues gravées de country houses, représentées en détail du point de vue aérien, une convention picturale de topographie. Leur chef-d'œuvre est Britannia Illustrata (en), de son nom complet Britannia Illustrata: Or Views of Several of the Queens Palaces, as Also of the Principal seats of the Nobility and Gentry of Great Britain, Curiously Engraven on 80 Copper Plates, édité à Londres en 1707 et publié l'hiver 1708-1709. L'ouvrage est l'une des publications topographiques anglaises les plus importantes du XVIIIe siècle. L'architecture est représentée avec beaucoup d'attention et les décors des parterres, et les avenues qui en partent à travers les bois ou les champs, les allées de jardin, les portes et cabanes de jardin sont illustrés en détail. Les images sont agrémentées de staffage de figures humaines et de chevaux, de carrosses, de barques sur les rivières, suivant la tradition néerlandaise. Certaines perspectives de cartes sont cependant dans le style de l'École siennoise.
Britannia Illustrata est aujourd'hui très prisée par les collectionneurs,.

### Autres publications
Toute sa carrière, il a illustré divers ouvrages, comme Gedenkweerdige Brasiliaense zee- en lantreize de Johannes Nieuhof (1682), Naukeurige beschryving der eilanden, in de archipel der Middelantsche zee, en ontrent dezelve, gelegen d'Olfert Dapper (1688), History of Kent de John Harris (1719).

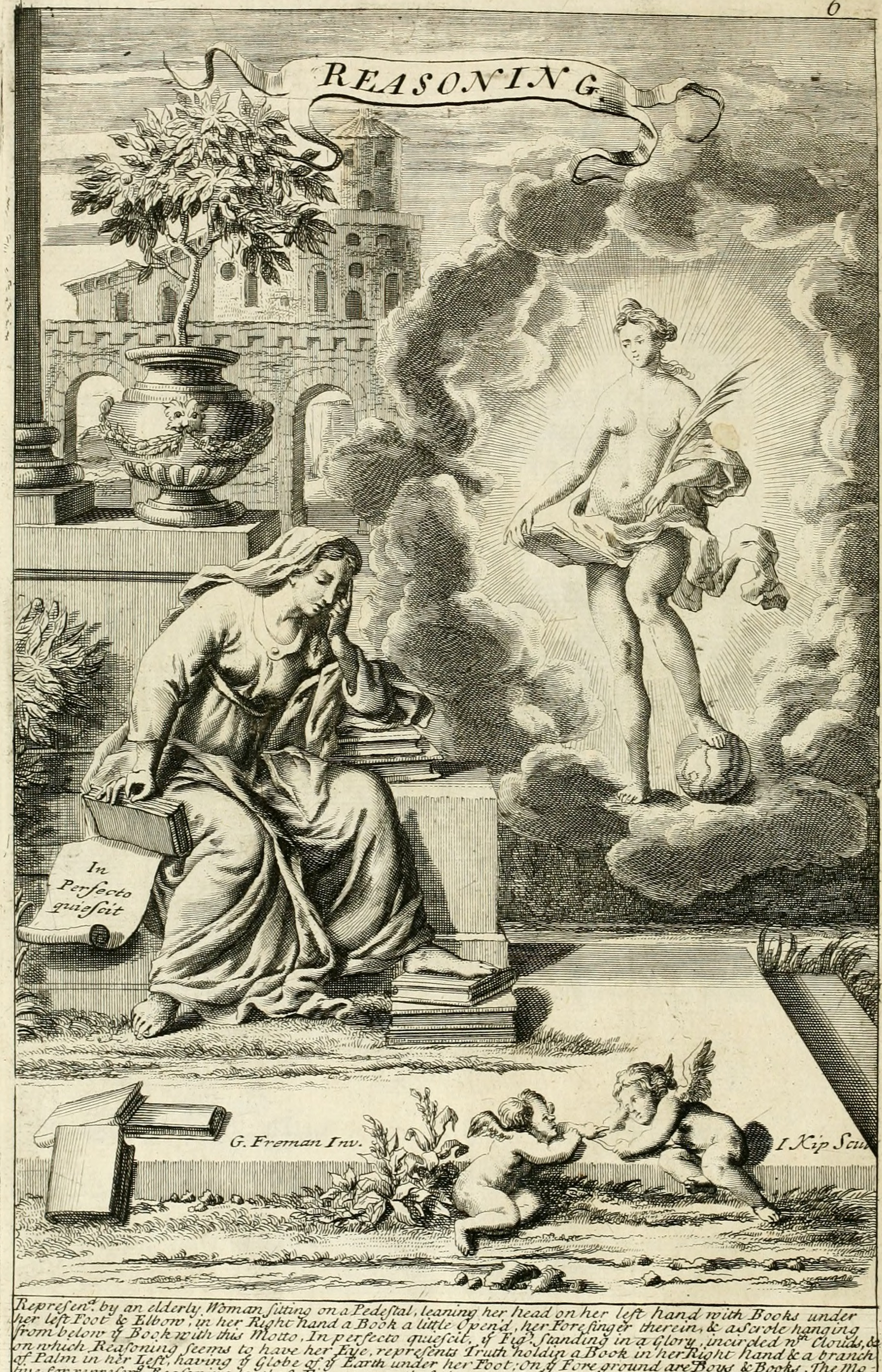
Reasoning, gravure tirée de The history of nature, in two parts (1720).

En 1720, Johannes Kip publie The history of nature, in two parts, de son nom complet The history of nature, in two parts : emblematically express'd in near a hundred folio copper-plates : wherein are also represented all the operations, facultys, and passions of the mind, &c. according to the manner of the most celebrated poets and philosophers, illustré de 89 gravures. Il a été réalisé en collaboration avec G. Freman, Bernard Lens (1659-1725), Bernard Lens (1682-1740, probablement le fils du précédent), Michael van der Gucht (1660-1725) et Daniel Browne, Daniel (?-1762).